# ジャパネットたかた
株式会社ジャパネットたかたは、長崎県佐世保市に本社を置く通信販売会社である。
持株会社であるジャパネットホールディングスの完全子会社であり、ジャパネットグループの通信販売媒体制作を担当する企業となっている。

## 概要
創業者の髙田明が、実父の経営するカメラのたかた（有限会社たかたカメラ）から1986年（昭和61年）1月16日に独立し、佐世保市三川内町に設立した「株式会社たかた」を起源とする。当初はカメラ店（富士フイルム特約店）兼ソニーショップとして実店舗による事業展開を行っていたが、1990年（平成2年）に長崎放送（NBCラジオ）にてラジオショッピングを行ったところ、放送時間中の5分間で50台のカメラが売れ、100万円ほどの売上を達成したことから、ラジオショッピングを主体とした通信販売業務に専念するようになる。
1994年（平成6年）にテレビショッピングをスタートさせ、さらに折り込みチラシ・インターネットにも対象を拡大してメディアの多展開を進めた。特に髙田による独特のセールス・トークはバラエティ番組で頻繁にモノマネされるなど全国的な知名度を上げることとなり、当時の通信販売業の大手であった日本文化センター、日本直販、二光を脅かす存在となった。売上比率は、2011年（平成23年）12月期でカタログや折り込みチラシが43.8％、ネットが30.7％、テレビが21.7％、ラジオが3.8％。なお、テレビ部門の売上高は2018年（平成30年）12月期で509億円で、ジュピターショップチャンネル、QVCジャパン（この2社でシェアの約半数を占める）、サントリーウエルネスに次ぐ日本第4位である。2006年度（平成18年度）の売上高で長崎県内の小売業1位となり、県内の企業で初めて売上高が1,000億円を超えた。
「顧客満足主義」と「自前主義」を貫き、2000年（平成12年）には自社でCSデジタル放送の委託放送事業者の認可を取得し、2001年（平成13年）には佐世保市の自社ビルにスタジオを設け、通販番組の出演者は基本的に自社社員とするなど、テレビ・ラジオを含め自社で媒体制作を完結するスタイルを確立させている。
2009年（平成21年）より、長崎県を本拠地とするサッカー・クラブのV・ファーレン長崎のスポンサーとなった が、2013年（平成25年）から日本プロサッカーリーグ（Jリーグ）に加盟したため、Jリーグに所属するクラブのTwitter公式アカウント による挨拶回りやV・ファーレン長崎の新ユニホーム発表会見会場の提供や選手・監督紹介ムービーの制作のほか2013長崎しおかぜ総文祭の協賛を行った。2017年（平成29年）にはV・ファーレン長崎の経営難を救済する目的で、同クラブそのものがジャパネットホールディングスの子会社となっており、クラブの代表取締役に高田明が就任している。
現在のコーポレート・ロゴは2015年（平成27年）1月16日付で代表取締役社長に高田旭人が就任した際に変更されたもので、グループ共通で英字の「Japanet」に改められ、当社はその右下に小さく赤の「TAKATA」を表記した（なお、コーポレート・ロゴの改定に伴い、提供番組のクレジット表記も「ジャパネットたかた」から「Japanet」に改められた）。

### 商材と特色
祖業であるカメラ店・ソニーショップを生かした、光学機器（デジタルカメラやビデオカメラ）やナショナルブランドの家電製品（白物家電・情報家電など）の取扱いを主力とする。「消費者の方に納得してお買い上げいただきたい」との観点から、いわゆる「ジェネリック家電」の取り扱いはきわめて限定的（ショッピングサイトで数点の取り扱いがあるのみ）で、品質や価格を精査した最新モデルを中心にそろえる。家電以外には「曲内蔵マイク型カラオケ」をはじめ、鍋などの日用品、カーナビやメンテナンス用具などのカー用品、キーボード・時計・高圧洗浄機・剪定ハサミなどの趣味・実用品、ローヤルゼリーやフィットネス器具などがあるが、これらは「テレビショッピングスペシャル」や「ジャパネットチャンネルDX」での取り扱いが主となっている。ケルヒャー（高圧洗浄機・スチームクリーナーなど）・レイコップ（布団クリーナー）・エンプレイス（カーナビ）・アラジン（暖房器具・トースター）など海外メーカーの商品も積極的に扱うのも特徴。
テレビ通販の商品は、かつては9000ほどあったものを2023年現在は700点ほどに絞り、売れないものはすぐ取り扱いをやめる（777商品までしかウェブサイトに載せないという社内ルールがある）。選定された700点はすべて在庫を持っているため、90％は即日発送できる。テレビの販売では設置までを行う事で他店と差別化する。商品選定の前提としてカテゴリーをある程度絞り感覚的によいと判断するとやってみて、売れたら数を増やし値引き交渉をする。売れない場合は別カテゴリーに移行する。買取仕入れで返品はしない。全国放送の例では、1万円の商品だと3-4000オーダーが入る。コールセンターは外注せずに自社社員を1500人を擁す。また、すべての商品に動画を作ることで宣伝効果を上げている。エアコンでは1機種10万台の仕入れを行っており、価格競争力を向上させている。家電製品は原価率が高いため、参入障壁が高く企画・販売力のある同社の優位性を後押ししている。単に商品の性能や価格等をPRするのではなく、ユーザーの目線に立った商品説明を心がけ、説明時に「その商品を買ったら自分の生活がどのように豊かになるのか」を具体的にイメージできるような工夫を行っているという。また、顧客のニーズに応える観点から、使用中の同品目を下取りするサービスや、設置工事の請負（状況によっては基本工事費の減免）、顧客宅でのパソコン等のセットアップサービスや使用方法の説明を積極的に導入している。こういった手法を採ることで、ジャパネットでは50歳代以上が顧客の8割以上を占めるという。
また、ジャパネットの通信販売の特徴として「分割払い金利・手数料負担サービス」を導入していることが挙げられる。分割払い時に発生する金利手数料や代引手数料・振込手数料などを同社が全額負担するというもので、購入者の負担を極力抑えている。『週刊オリラジ経済白書』(日本テレビ系列)（2007年（平成19年）5月22日放送分）によると、2006年（平成18年）に同社が負担した額は約46億円にも上り、フリーダイヤル通話料の負担額は年間2億5千万円であるという。なお、分割購入の場合には指定された信販会社（SMBCファイナンスサービス）との三者間契約となり、所定の審査が発生する。
なお、クレジットカードによる分割払いの場合に発生する金利手数料は顧客の負担となるが、2019年（平成31年）1月23日に分割購入の協力会社であるSMBCファイナンスサービスとの提携により本格展開を開始したWeb会員向けのクレジットカード「ジャパネットカード」では、最大36回までの分割金利・手数料が通常の分割払い時同様に同社で全額負担するほか、同社以外の他店で本カードを利用する場合でも分割3回払い・5回払いに限り、分割金利・手数料相当分のポイントが進呈（ポイント還元の形で金利手数料相当分を同社が負担）される。また、本カードを利用することで分割払いの都度必要となる契約書の記入やクレジットカード利用時に必要なカード情報（カード番号や暗証番号など）の確認が不要（利用状況によってはカードの下4桁の確認のみ）となり、利便性の向上も採られている。そのほか、商品購入時の送料の無料サービス（併せて、カード申込日からさかのぼって60日以内に同社で購入がある場合、その期間内における商品購入時の送料相当分のポイントが進呈される）、2年目以降の年会費相当分のポイント進呈（初年度は年会費無料のためポイント進呈は無し）、各種保険（海外旅行傷害・国内旅行傷害・ショッピング・カード紛失、盗難）の付帯などの特典もある。
2016年（平成28年）7月にECサイトを全面的にリニューアルし、約8500品目だった取扱商品を約600品目に絞り込んだほか、サイト名を「Japanat senQua（ジャパネット センカ）」に変更した。
2023年9月15日-ジャパネットの色の新ブランド「たべるジャパネット。」始動。これによりジャパネットのインターネットサイト「Japanat senQua（ジャパネット センカ）」を「厳選ジャパネット」と「たべるジャパネット。」に分離。
2024年7月1日-「たべる。ジャパネット」と「厳選ジャパネット」を再び統合。サイト名が「Japanet」に変更。

## 沿革
- 1986年（昭和61年）1月16日 - 髙田明が実父の経営する「有限会社たかたカメラ」から独立し、「株式会社たかた」設立[19]。
- 1990年（平成2年）3月 - NBC長崎放送でラジオショッピングをスタートし、通販事業を開始[20]。
- 1994年（平成6年）
  - 5月 - 佐世保市大塔町に、自社ビル（大塔第一ビル）を建設[20]。
  - 6月 - 深夜の30分番組でテレビショッピング事業開始（録画放送）[20]。
- 1995年（平成7年）12月 - 新聞折込みチラシによる通販事業に本格参入[20]。
- 1999年（平成11年）5月 - 社名を「株式会社ジャパネットたかた」に変更[20]。
- 2000年（平成12年）
  - 3月 - インターネットによるオンライン・ショッピング事業開始。
  - 4月 - 郵政省（当時）よりCSデジタル放送委託放送事業者の認可を取得。
- 2001年（平成13年）
  - 2月 - 佐世保市日宇町に新本社ビル（日宇本社ビル）を建設し本社を移転。
  - 3月 - 大塔町の旧本社ビル（大塔第二ビル）を大幅改装し、テレビスタジオ「ジャパネットスタジオ242」を開設、スカイパーフェクTV!（現・スカパー!プレミアムサービス）に専門チャンネル「ジャパネットスタジオ242」を開局。
- 2002年（平成14年）7月 - 福岡市中央区天神に「福岡コールセンター」を開設。
- 2007年（平成19年）
  - 6月27日 - 持株会社となる「株式会社ジャパネットホールディングス」を設立。
  - 10月 - 福岡県北九州市に物流センターを開設、物流拠点を佐世保と北九州の2箇所とする。
- 2009年（平成21年）
  - 3月 - テレビスタジオを佐世保市日宇町の本社社屋1階に移転。
  - 5月 - 福岡市中央区薬院にコンタクトセンターとテクニカルサポートセンターを統合した「（新）福岡コールセンター」を開設。
  - 10月 - 愛知県春日井市に物流センターを開設し、物流拠点を佐世保と北九州から集約。
  - 12月 - 日本経済団体連合会に入会。
- 2010年（平成22年）
  - 7月 - 営業拠点としてスタジオを兼ねた東京事務所を開設。
  - 10月 - CSチャンネルを「ジャパネットチャンネルDX」へリニューアル。
- 2012年（平成24年）
  - 8月 - 東京都港区六本木の泉ガーデンタワー34階に東京オフィスを開設。
  - 12月21日 - 東京オフィス内のスタジオを運用開始。
- 2013年（平成25年）
  - 7月11日 - この日行われた髙田明の講演会で、翌年1月での社長業引退を表明[21]。
  - 12月 スマートデバイス用に「ジャパネットアプリ」をリリース。
- 2014年（平成26年）11月 - 六本木の東京スタジオを閉鎖。
- 2015年（平成27年）
  - 1月 - 髙田明が代表取締役社長を退任し、後任に髙田旭人が就任。コーポレートロゴを変更。
  - 10月1日 - ジャパネットロジスティクスが千葉県市川市に物流センターを開設[22]。
- 2016年（平成28年）
  - 1月15日 - この日を以って髙田明がテレビショッピングへの出演を終了[23]。
  - 4月21日 - 直前に発生した平成28年熊本地震支援のために一日限りで髙田明がテレビショッピングに復帰、商品の売り上げを義援金として全額寄付することを発表[24]。
  - 9月24日 - 福岡市西区に初の直営実店舗「ジャパネット レクリエーション ラボ」を開店[25]。
- 2017年（平成29年）
  - 4月25日 - V・ファーレン長崎の運営会社を子会社化し、代表取締役社長に髙田明が就任[26]。5月16日には全株式を取得し、完全子会社化[11]。
  - 5月 - 東京オフィスを泉ガーデンタワーから港区三田の住友不動産麻布十番ビルに移転。
  - 7月7日 - 麻布の東京オフィスにて3年ぶりに東京スタジオを復活[27]。
- 2019年（平成31年・令和元年）
  - 1月23日 - 株式会社セディナ（現・SMBCファイナンスサービス）との提携によるWeb会員対象のクレジットカード「ジャパネットカード」の本格展開を開始[28]。
  - 5月20日 - BSデジタル放送の新規参入を開始。
  - 5月23日 - BSテレ東にて「ジャパネットアワー」放送開始。
  - 10月1日 - 価格表示を税込表示に切り替え（2021年（令和3年）4月からの義務化に先駆けて実施）[29]。
- 2021年（令和3年）
  - 3月31日 - ジャパネットチャンネルDXの放送を終了[30][注 6]。
- 2023年（令和5年）9月15日 - 食品を専門に取り扱うジャパネットの新ブランド「たべる。ジャパネット」始動。

## カタログショッピング
ジャパネットたかたが展開している4媒体（テレビ・紙媒体・インターネット・ラジオ）の中で、紙媒体は売り上げの全体の約半分を占め、かつ一番伸びている。紙媒体の大半を占めるカタログは、ほかの媒体ですでに購入実績がある顧客に送っている。リピーターの方々に顧客を絞った販売チャネルで、商品選定やアフターサービスなどを含め、ジャパネットというブランドに対する信頼が向上している証しだとしている。また、先述のスターフライヤーとの提携に伴い、2023年3月から機内誌（『S magazine・J catalog』）限定のカタログショッピングを展開している。

## ネットショッピング
2009年（平成21年）以降、売上高のメディア別比率で、テレビの売上高を上回っている。2000年（平成12年）にインターネットのショッピング・サイト「ジャパネットタウン」を開設。2004年末（平成16年末）に「ジャパネットたかた メディアミックスショッピング」、2016年（平成28年）7月に「Japanat senQua（ジャパネット センカ）」へとリニューアルされた。2016年（平成28年）のリニューアルでは、取扱商品を約8,500商品から約600商品に絞り込んだ。

## テレビショッピング
民放地上波・BSでのテレビショッピングは、主に以下の形態で放送される。
- 「ジャパネットたかた テレビショッピング」等のタイトルでローカル番組として定時放送される30分番組（主に週1回程度、早朝または深夜が中心）
- 同一系列の複数の放送局を結んで放送される30分の「生放送テレビショッピング」（祝日を除く平日9:55 - 12:00の間）(TBS系列は9:55 - [注 7]、日本テレビ系列は10:55 - 、テレビ東京系列は11:30 - というように割り当てられている)
- 同一系列の複数の放送局を結んで放送される55分〜2時間の「生放送テレビショッピングスペシャル」（土日祝日、月1回 - 年十数回程度、日中が中心、テレビ東京以外のキー局では放送されない）（祝日に55分放送する場合、TBS系列は9:55 - 、日本テレビ系列は10:25 - 、テレビ東京系列は11:00 - 、テレビ朝日系列は13:45 - 、フジテレビ系列は14:50 - [注 8]、独立局は12:00 - 、16:00 -、19:00 -、いうように割り当てられていることが多い）
- 情報番組の1コーナーとして放送されるもの（なないろ日和!内「快適!ショッピングスタジオ」、よじごじDays内「よじごじジャパネット」ほか）
- 番組CMの枠（主に90秒枠）を利用して放送されるもの[注 9] [注 10]

当初は福岡市の番組制作会社のスタジオを使用して番組制作・放送を行っていたが、制作から放送までのスピードアップのため、佐世保市の本社にスタジオを建設した。番組制作スタッフをすべて自社で雇用し、自社グループで番組制作を完結する体制を整えている。MC8名（後述）もすべて社員で、単独番組の場合は2-3名が登場して進行する。
本社にはテレビスタジオが4つあり、複数のテレビ同時生放送にも対応させている。2007年6月からは専用の中継車も運用してイベント会場からの放送も行っている。2012年12月には、六本木の東京オフィス（泉ガーデンタワー34階）にテレビ番組用のスタジオを開設、地上波局や他社衛星放送局向けの生放送や買取枠での放送・スポットCM・ラジオは佐世保本社、ジャパネットチャンネルDX向けは東京スタジオにて収録を行なう体制とした。東京スタジオはテレビ通販のテコ入れのため2014年11月でいったん閉鎖した が、東京オフィスを麻布に移転後、2017年7月に再オープンさせた。2022年3月27日のBSJapanext（現在のBS10・中央区新川）開局後からは、同局のスタジオを東京スタジオとして使用している。
本社スタジオは送出設備を2006年12月1日にハイビジョンマスターに更新し、ハイビジョン制作を開始した。これにより、地上波ではハイビジョンで放送されている（アナログ放送では2010年までサイドカット）。またこの頃から、同社のホームページ内にその日の内容をまとめたページを開設したり、生放送スペシャルでは不定期に3択クイズを出題して、生放送中に応募を受け付け、抽選でプレゼントが当たるクイズも行うようになった（応募は、パソコンと携帯サイトからのみで、電話での応募はできない）。コール・センターでの受注状況はスタジオのモニターに表示され、出演者はそれを見ながら進行できるようになっている（特に生放送中）。
番組内で登場するオリジナルのマスコットがおり、創業者の髙田明をイメージした「ミスターJ」や、主な取り扱い品目の商品を模したキャラクターが登場するクレイアニメ風のCGアニメーション（制作はレベルファイブのモーションキャプチャースタジオが担当）が流れ番組がスタートする。テーマソングは、恒見コウヘイが作詞・作曲、九州地方のローカルCMのCMソングを数多く担当しているMAYOがメインボーカルとなって歌っている。2016年に創業30周年を期にオープニングアニメとフリーダイヤルアニメーションが変更された。
生放送テレビショッピングでは番組冒頭において、番組を放送している放送局とその放送エリア（ネット局）を紹介するのが恒例となっている（飛び降り、飛び乗りでもその都度紹介）。なお、この放送エリアは実際の放送対象地域とは異なることがある。例えばテレビ大阪の放送対象地域は大阪府のみであるが、番組では近畿6府県において視聴可能と表現されている。また、地上波で局単独の生放送を行う場合、連動データ放送を実施することがある。

### テレビショッピング放送局

#### 番組
放送についてはテレビショッピング専用ページの 放送スケジュール で確認することが出来る。
下の表では毎週生放送がある分のみを示している。
| 番組タイトル                      | 時間                 | ネット局       |
| --------------------------------- | -------------------- | -------------- |
| 快適！ショッピングスタジオ プラス | 9:11 - 9:20 (9分)    | テレビ東京     |
| 快適！ショッピングスタジオ        | 9:27 - 9:57 (30分)   | テレビ東京     |
| マル得！快適ショッピング          | 11:30 - 12:00 (30分) | テレビ東京系列 |
| 快適！ショッピングスタジオ DX     | 12:00 - 12:56 (56分) | BSテレ東       |
| よじごじジャパネット              | 16:20 - 16:50 (30分) | テレビ東京     |

| 番組タイトル                          | 時間                 | ネット局       |
| ------------------------------------- | -------------------- | -------------- |
| 快適！ショッピングスタジオ プラス     | 9:11 - 9:20 (9分)    | テレビ東京     |
| 快適！ショッピングスタジオ            | 9:27 - 9:57 (30分)   | テレビ東京     |
| ジャパネットたかた テレビショッピング | 9:55 - 10:25 (30分)  | TBS系列        |
| ジャパネットたかた テレビショッピング | 10:25 - 10:55 (30分) | 日本テレビ系列 |
| マル得！快適ショッピング              | 11:30 - 12:00 (30分) | テレビ東京系列 |
| 快適！ショッピングスタジオ DX         | 12:00 - 12:56 (56分) | BSテレ東       |
| よじごじジャパネット                  | 16:20 - 16:50 (30分) | テレビ東京     |

| 番組タイトル                      | 時間                 | ネット局       |
| --------------------------------- | -------------------- | -------------- |
| 快適！ショッピングスタジオ プラス | 9:11 - 9:20 (9分)    | テレビ東京     |
| 快適！ショッピングスタジオ        | 9:27 - 9:57 (30分)   | テレビ東京     |
| マル得！快適ショッピング          | 11:30 - 12:00 (30分) | テレビ東京系列 |
| 快適！ショッピングスタジオ DX     | 12:00 - 12:56 (56分) | BSテレ東       |
| よじごじジャパネット              | 16:20 - 16:50 (30分) | テレビ東京     |

| 番組タイトル                          | 時間                 | ネット局       |
| ------------------------------------- | -------------------- | -------------- |
| 快適！ショッピングスタジオ プラス     | 9:11 - 9:20 (9分)    | テレビ東京     |
| 快適！ショッピングスタジオ            | 9:27 - 9:57 (30分)   | テレビ東京     |
| ジャパネットたかた テレビショッピング | 9:55 - 10:25 (30分)  | TBS系列        |
| マル得！快適ショッピング              | 11:30 - 12:00 (30分) | テレビ東京系列 |
| 快適！ショッピングスタジオ DX         | 12:00 - 12:56 (56分) | BSテレ東       |
| ジャパ得！生放送スペシャル！          | 16:00 - 17:00 (60分) | BS日テレ       |
| よじごじジャパネット                  | 16:20 - 16:50 (30分) | テレビ東京     |
| アプリで参加・ほしいねショッピング    | 19:00 - 20:00 (60分) | BS10           |

| 番組タイトル                      | 時間                 | ネット局       |
| --------------------------------- | -------------------- | -------------- |
| 快適！ショッピングスタジオ プラス | 9:11 - 9:20 (9分)    | テレビ東京     |
| 快適！ショッピングスタジオ        | 9:27 - 10:47 (80分)  | テレビ東京     |
| ももち浜deショッピング            | 11:07 - 11:17 (10分) | テレビ西日本   |
| マル得！快適ショッピング          | 11:30 - 12:00 (30分) | テレビ東京系列 |
| 快適！ショッピングスタジオ DX     | 12:00 - 12:56 (56分) | BSテレ東       |
| よじごじジャパネット              | 16:20 - 16:50 (30分) | テレビ東京     |

| 番組タイトル                                      | 時間                  | ネット局       |
| ------------------------------------------------- | --------------------- | -------------- |
| ジャパネットたかた 買いドキ！サタデーショッピング | 9:00 - 10:00 (60分)   | BS-TBS         |
| ジャパネットたかた テレビショッピング             | 10:30 - 11:25 (55分)  | 日本テレビ系列 |
| 買いドキ！生放送ショッピング                      | 10:30 - 11:00(30分)   | テレビ朝日系列 |
| ジャパ得！生放送スペシャル！                      | 11:00 - 11:55 (55分)  | BSフジ         |
| ジャパ得！生放送スペシャル！                      | 14:00 - 16:00 (120分) | BS日テレ       |
| 快適！ショッピングスタジオ！サタデー              | 14:10 - 15:00(50分)   | テレビ東京     |

| 番組タイトル                 | 時間                  | ネット局 |
| ---------------------------- | --------------------- | -------- |
| ジャパ得！生放送スペシャル！ | 11:00 - 11:55 (55分)  | BS朝日   |
| ジャパ得！生放送スペシャル！ | 12:00 - 14:00 (120分) | BS日テレ |

| 番組タイトル                          | 時間                 | ネット局       |
| ------------------------------------- | -------------------- | -------------- |
| ジャパネットたかた テレビショッピング | 9:55 - 10:50 (55分)  | TBS系列        |
| ジャパネットたかた テレビショッピング | 11:00 - 11:55 (55分) | テレビ東京系列 |
| 快適！ショッピングスタジオ DX         | 12:00 - 12:56 (56分) | BSテレ東       |
| ジャパネットたかた テレビショッピング | 13:45 - 14:40 (55分) | テレビ朝日系列 |
| ジャパネットたかた テレビショッピング | 14:50 - 15:45 (55分) | フジテレビ系列 |
| ジャパネットたかた テレビショッピング | 16:00 - 16:55 (55分) | 独立局         |
| よじごじジャパネット                  | 16:20 - 16:50 (30分) | テレビ東京     |
| ジャパネットたかた テレビショッピング | 19:00 - 20:00 (60分) | 独立局・BS10   |

#### CM枠
- BSテレ東系列
  - 徳光和夫の名曲にっぽん 昭和歌謡人
  - 昭和は輝いていた(2時間スペシャル放送時のみ)
- 日本テレビ系列
  - グラチャンバレー2013
- テレビ朝日系列
  - 大下容子ワイド!スクランブル
  - 羽鳥慎一モーニングショー
  - ゴゴワイド
  - 新婚さんいらっしゃい!
  - 朝だ!生です旅サラダ
- TBSテレビ系列
  - THE TIME,
  - ラヴィット!
- テレビ東京系列
  - 一茂&良純の自由すぎるTV
  - タクシー運転手さん一番うまい店に連れてって!
- フジテレビ系列
  - めざまし8
  - チャンネルα
  - FIVAワールドカップ
  - 林修のニッポンドリル
  - ウワサのお客さま
  - 日バラ8
  - 芸能人が本気で考えた!ドッキリGP
  - ポップUP!

### ジャパネットチャンネルDX
ジャパネットチャンネルDX（ジャパネットチャンネルデラックス）は、スカパー!プレミアムサービスや一部のケーブルテレビに加入することで視聴可能だった通販専門チャンネルである。衛星一般放送事業者は当初ジャパネットたかたが自ら務めていたが、2012年10月以降はスカパー・ブロードキャスティング、2016年12月1日からはスカパー・エンターテイメント（スカパー!プレミアムサービスのみ）へのチャンネル供給となっている。通称はジャパチャン。
2001年3月24日、ジャパネットスタジオ242として開局。チャンネル名の「242」は、スカパー!での配信チャンネルに由来し、チャンネル名の変更および242chによる標準画質での放送終了後も2018年まで商品注文用のフリーダイヤルにも使用されていた）。2010年10月1日に現行チャンネル名に変更した。
当チャンネル専属もしくは地上波向けと兼任の司会者2名程度を中心に進行するが、年に数回「特別企画」を行い、この時は司会者陣が総出演する。長時間の生放送を行うことも多く、6周年記念を迎えた2007年には3月24日21時から25日の21時まで24時間、チャンネル名の変更とハイビジョン配信開始記念として2010年10月1日0時から10月2日3時までの27時間に渡って生放送が行われ、以後2010年10月の1ヶ月は毎週土曜日から日曜日かけて24時間もしくは8時間の生放送を実施した。チャンネル名の変更を機に、毎週水曜から日曜（2010年11月14日より、それ以前は毎日）の深夜0時から3時間生放送、毎週土曜日は0時から6時までの『怒涛の6時間生放送』を実施しており、地デジや季節・行事などのエピソードを視聴者からメールで募集し、生放送中に紹介しているが2011年3月11日に発生した東日本大震災以後は生放送を一時休止していた。
生放送及び番組収録は、開局当初から民放地上波で放送されているテレビショッピング同様、佐世保市の本社にある自社のテレビスタジオにて実施していたが、2012年12月の東京スタジオ運用開始以降は、東京オフィス内にあるテレビ番組用のスタジオで実施されている。この為当チャンネル専属MCは全員東京オフィスへ異動となった。その後2014年の経営判断に伴い東京スタジオは閉鎖されたが、後述するように2017年から再度東京スタジオがオープンしている。
2010年10月1日より一部を除くJCN加盟局で、10月8日よりJ:COM、2011年3月25日よりひかりTV、4月1日よりeo光テレビにてハイビジョン放送配信を開始している。スカパー!プレミアムサービスでも2012年9月29日よりハイビジョン放送を開始した。ケーブルテレビでは主に各局が独自に設けているコミュニティチャンネル（自主放送チャンネル）で深夜帯を中心にフィラーとして放映されているが、局によってはチャンネルを設けて配信している所もある。標準画質放送は2012年9月30日をもって放送を終了しているが、一部のケーブルテレビ局ではダウンコンバートして引き続き標準画質にて放送していた。
2021年12月にBS放送で新チャンネルBSJapanext（現・BS10）を開局することに伴い、本チャンネルを同年3月31日24:00（4月1日0:00）で放送を終了する予定であることを同年1月25日に発表。
閉局日である2021年3月31日は19:00から最後の5時間生放送を実施。創業者である髙田明も出演し、開局してから現在に至るまでのエピソードなどを語ったり、同年12月に開局予定のBS放送の内容を紹介した。そして生放送終了と同時にチャンネルも閉局し、ジャパネットスタジオ242時代も含め、20年の歴史に幕を下ろした。この生放送はジャパネットのホームページにてアーカイブが期間限定で公開された。
BS放送におけるBSJapanextの実際の開局は当初の開局予定であった2021年12月より遅れ2022年3月27日正午となった。

#### 番組内容
紹介される商品は地上波で放映されているものとおおむね同傾向であるが、時期によってはラジコンカーなどの主に大人向けの玩具 や、中古品を紹介することもある。
番組は前述の長時間に渡る特番の放送時も同様に原則として本編は28分の30分単位で数種類制作されており、終了後は分割契約時の注意事項を告知するものなどジャパネットたかたのCMが2分間放映された後に次の回が開始される。内容は基本的に週1回・24時に更新され、以降は同じ内容のものが繰り返し放映する。生放送の場合は基本的に再放送は行われていなかったが、2010年10月からは生放送した分についても『※この番組は再放送です』とのテロップを付けて毎日ランダムにリピート放送している。通常時のEPG上の番組編成は、平日は 0:00-5:00 / 5:00-9:00 / 9:00-12:00 / 13:00-24:00、土日は0:00-5:00 / 5:00-12:00 / 12:00-24:00 の長時間番組の扱いとなっており、平日の12:00-13:00はBSテレ東「快適ショッピングスタジオDX版」のサイマル放送。
「ジャパネットスタジオ242」時代はスタジオ242独自のオープニングの他、地上波放送と同じオープニングCGも流れていたが「ジャパネットチャンネルDX」にチャンネル名が変わってからはCS独自のオープニングCGに変更となり、クリスマス・正月・節分・ひな祭り・入学式・こいのぼり・紫陽花・七夕・夏せみ捕り・お月見・ハロウィン・紅葉Ver.など、季節によって期間限定で放映されるオープニングCGもある。
標準画質で放送されていた時期は遅延の数秒分を早めて送出していたため、放送で見た限りでは遅延がなくちょうど正時の状態で放送が始まっている。

#### 配信していた放送事業者
ジャパネット公式サイト に掲載されている放送事業者のみ掲載している。下記はすべてデジタル放送。特記なきケーブルテレビ局は標準画質放送。
| 配信対象地域                  | 事業者名                                                  | チャンネル | 放送時間                           | 備考                       |
| ----------------------------- | --------------------------------------------------------- | ---------- | ---------------------------------- | -------------------------- |
| 日本全国                      | スカパー!プレミアムサービス スカパー!プレミアムサービス光 | 524        | 24時間                             | HD                         |
| 日本全国                      | ひかりTV                                                  | 152        | 24時間                             | 152chはHD                  |
| 広域                          | J:COMグループ                                             | 203        | 24時間                             | HD                         |
| 広域                          | J:COMグループ                                             | 111        | 1:00-7:00                          | 「J:テレ」での放送、原則HD |
| 岩手県                        | ICN                                                       | 702        | 24時間                             |                            |
| 山形県                        | ケーブルテレビ山形                                        | 091        | 1:00-6:00                          |                            |
| 栃木県                        | U・CAT・V                                                 | 011        | 24時間                             |                            |
| 栃木県                        | TVO                                                       | 111        | 11:00-12:00 13:00-14:00            |                            |
| 茨城県 埼玉県                 | リバーシティ・ケーブルテレビ                              | 111        | 9:00-10:00 11:00-12:00 14:00-15:00 |                            |
| 埼玉県                        | S・CAT                                                    | 111        | 1:00-6:00 8:00-9:00                |                            |
| 埼玉県                        | WINK                                                      | 111        | 22:00-1:00                         |                            |
| 千葉県                        | CABLE NET296                                              | 715        | 24時間                             | HD                         |
| 千葉県                        | らーばんねっと                                            | 111        | 0:00-7:00                          |                            |
| 千葉県                        | ICNTV                                                     | 177        | 24時間                             | HD                         |
| 東京都                        | 東京ケーブルネットワーク                                  | 703        | 24時間                             |                            |
| 東京都                        | としまテレビ                                              | 703        | 24時間                             |                            |
| 東京都                        | ケーブルテレビ品川                                        | 177        | 24時間                             | HD                         |
| 東京都                        | ケーブルテレビ品川                                        | 111        | 2:00-6:00                          |                            |
| 東京都                        | ベイネット                                                | 111        | 2:00-6:00                          | HD                         |
| 東京都 神奈川県               | iTSCOM                                                    | 101        | 0:00-6:00                          | HD                         |
| 東京都 神奈川県               | iTSCOM                                                    | 177        | 24時間                             | HD                         |
| 神奈川県                      | YCV                                                       | 111        | 1:00-6:00                          |                            |
| 神奈川県                      | YCV                                                       | 177        | 24時間                             | HD                         |
| 神奈川県                      | SCN                                                       | 177        | 24時間                             | HD                         |
| 神奈川県                      | AIC                                                       | 177        | 24時間                             | HD                         |
| 神奈川県                      | YOUTV                                                     | 101        | 23:00-24:00                        | HD                         |
| 神奈川県                      | YOUTV                                                     | 177        | 24時間                             | HD                         |
| 山梨県                        | NNS甲府CATV                                               | 177        | 24時間                             |                            |
| 山梨県 長野県                 | LCV                                                       | 714        | 24時間                             | HD                         |
| 長野県                        | テレビ北信/THV                                            | 122        | 18:00-7:00                         |                            |
| 新潟県                        | NCT長岡                                                   | 111        | 1:00-5:00                          |                            |
| 富山県                        | NICE TV                                                   | 091        | 2:00-6:00                          |                            |
| 福井県                        | 丹南ケーブルテレビ                                        | 502        | 24時間                             |                            |
| 静岡県                        | ケーブル・ウィンディ                                      | CS664      | 24時間                             | HD                         |
| 静岡県                        | ドリームTV                                                | 121        | 1:00-6:00                          |                            |
| 静岡県                        | ドリームTV                                                | 664        | 24時間                             |                            |
| 静岡県                        | TOKAIケーブルネットワーク                                 | 121        | 1:00-6:00                          |                            |
| 静岡県                        | TOKAIケーブルネットワーク                                 | 177        | 24時間                             | HD                         |
| 愛知県                        | MICS                                                      | CS664      | 24時間                             | HD                         |
| 愛知県                        | クローバーTV                                              | CS664      | 24時間                             | HD                         |
| 愛知県                        | CAC                                                       | CS664      | 24時間                             | HD                         |
| 愛知県                        | ティーズ                                                  | CS664      | 24時間                             | HD                         |
| 愛知県                        | トップタワー                                              | CS664      | 24時間                             | HD                         |
| 愛知県                        | ICC                                                       | CS664      | 24時間                             | HD                         |
| 愛知県 岐阜県 三重県          | CNCIグループ                                              | CS664      | 24時間                             | HD                         |
| 岐阜県                        | 飛騨高山ケーブルネットワーク                              | CS664      | 24時間                             | HD                         |
| 岐阜県                        | 大垣ケーブルテレビ                                        | CS664      | 24時間                             | HD                         |
| 三重県                        | advanscope                                                | 177        | 24時間                             | HD                         |
| 三重県                        | MCTV                                                      | 121        | 3:00-6:00                          |                            |
| 三重県                        | MCTV                                                      | 177        | 24時間                             | HD                         |
| 三重県                        | CNS                                                       | 177        | 24時間                             | HD                         |
| 三重県 滋賀県 和歌山県        | ZTV                                                       | 177        | 24時間                             | HD                         |
| 京都府 大阪府 奈良県 和歌山県 | eo光テレビ                                                | C827       | 24時間                             | HD                         |
| 京都府                        | KCN京都                                                   | 177        | 24時間                             | HD                         |
| 大阪府                        | TVK                                                       | 177        | 24時間                             | HD                         |
| 大阪府                        | K-CAT                                                     | 827        | 24時間                             | HD                         |
| 大阪府 奈良県                 | KCN                                                       | 177        | 24時間                             | HD                         |
| 大阪府 兵庫県                 | baycom                                                    | 111        | 2:00-6:00                          |                            |
| 大阪府 兵庫県                 | baycom                                                    | 121        | 13:00-14:00                        |                            |
| 大阪府 兵庫県                 | baycom                                                    | 708        | 24時間                             |                            |
| 奈良県                        | こまどりケーブル                                          | 177        | 24時間                             | HD                         |
| 鳥取県                        | 中海テレビ放送                                            | 673        | 24時間                             | HD                         |
| 岡山県                        | KCT                                                       | 275        | 24時間                             | HD                         |
| 山口県                        | CCS                                                       | 121        | 1:00-5:00                          |                            |
| 徳島県                        | JCTV                                                      | 244        | 24時間                             |                            |
| 徳島県                        | ACN                                                       | 111        | 0:00-6:00                          |                            |
| 香川県                        | ケーブルメディア四国                                      | 122        | 1:00-7:00                          |                            |
| 香川県                        | 三豊ケーブルテレビ                                        | 019        | 24時間                             |                            |
| 愛媛県                        | ICK                                                       | 111        | 0:00-8:00                          |                            |
| 愛媛県                        | 愛媛CATV                                                  | 177        | 24時間                             |                            |
| 愛媛県                        | 四国中央テレビ                                            | 177        | 24時間                             |                            |
| 高知県                        | KCB                                                       | 713        | 24時間                             |                            |
| 福岡県                        | くーみんテレビ                                            | C204       | 1:00-7:00                          |                            |
| 福岡県 佐賀県 熊本県 鹿児島県 | BBIQ光テレビ                                              | C401       | 24時間                             |                            |
| 佐賀県                        | KTK                                                       | 111        | 3:00-6:00                          |                            |
| 佐賀県                        | はっぴとすビジョン                                        | C208       | 1:00-7:00                          |                            |
| 長崎県                        | テレビ佐世保                                              | 701        | 24時間                             | アナログ23chでも放送       |
| 長崎県                        | OCT-PULSE                                                 | 122        | 24時間                             |                            |
| 長崎県                        | ICV                                                       | 024        | 24時間                             | HD                         |
| 長崎県                        | ICV                                                       | 111        | 1:00-8:00                          | HD                         |
| 長崎県                        | ひまわりてれび                                            | 111        | 21時間                             |                            |
| 長崎県                        | NCM                                                       | 111        | 0:00-6:00                          | HD                         |
| 長崎県                        | NCM                                                       | 024        | 24時間                             | HD                         |
| 熊本県                        | 八代市ケーブルテレビ                                      | 101        | 0:00-7:00                          |                            |
| 大分県                        | OCT                                                       | 111        | 1:00-6:00                          |                            |
| 宮崎県                        | MCN                                                       | 055        | 24時間                             |                            |
| 宮崎県                        | ワイワイテレビ                                            | 055        | 24時間                             | HD                         |
| 鹿児島県                      | MCT                                                       | 707        | 24時間                             |                            |
| 沖縄県                        | 石垣ケーブルテレビ                                        | 703        | 24時間                             |                            |

## ラジオショッピング
単独番組（または単独枠）で放送される機会の多いテレビショッピングと異なり、多くの場合ラジオショッピングは生放送の情報番組のコーナーの一つとして10分程度の放送枠を設けて放送される。東京 のラジオ・スタジオ（たまに「ジャパネットレクリエーションラボ」内のスタジオブースからの時あり）にいるラジオショッピング担当MCと情報番組のパーソナリティを回線で結び、両者の掛け合いにより進行される（これは他社のラジオショッピングとほぼ同様）。また「出張ラジオ」と称してラジオショッピング担当MCが番組のスタジオや公開放送の場に出向き、販売商品を直接持ち込んで放送を行うこともある。
専用スタジオのみではあるが、通常は当社が自らラジオ放送用の回線に直接繋いでおり、電話回線が一般的に用られている他のラジオショッピングとは異なり、高音質である。通販業界で唯一、ラジオショッピング専用スタジオや、ラジオショッピング専用回線を持っている。放送局側にはラジオショッピング専用回線と接続するコーデックを設置している。通常時の電話回線の利用は1990年代後半までで、それ以降は回線運用上の不具合か、ラジオショッピング専用スタジオが他局に押さえられているのみに電話回線を利用する。
ラジオショッピングのBGMは、1990年代からの実施当初から変わっておらず、ステレオ録音である。FM放送局はフルサイズであることが多いが、AM放送局はBGMの途中で本編に入るか、短縮バージョンを用いることが多い。
通常は祝日を除く平日のみの放送だが、チャレンジデーを実施している場合は祝日でも放送される。
全国同時生放送を行っているのはJFNCの「OH! HAPPY MORNING』内（月曜 - 木曜10:20 - ）と『デイリーフライヤー』内（平日13時08分頃-） で、この番組のみエアコンを紹介する時に地域毎のエアコン取付工事が自宅に回ってくるまでの期間が読み上げられている。それ以外は、各地域のローカルで紹介される。各番組で紹介される商品はおおむね1商品ずつであり、複数の番組（または別エリアの番組）で同一商品を紹介する機会も少なくない。ラジオショッピング専用サイト では、各放送局の放送日・放送時間帯ごとに紹介した商品を表示させている（各局の放送枠についても同ページを参照のこと）。
このほか、2010年以降、年1回程度「ラジオのちから」と題した特別番組を放送することがあり、2013年から2016年までは民放AMラジオ局全47局を対象に同時生放送（一部の局では放送エリアの重複や編成上の都合などにより同日中に録音放送）を行った。

## テレビ番組
- 日経スペシャル ガイアの夜明け 完売御礼!テレビ通販の魔力（2003年3月23日、テレビ東京）[43]。
- 日経スペシャル ガイアの夜明け あなたが盗まれる～個人情報流出を防げ～（2004年6月29日、テレビ東京）[44]。- 顧客情報流出を取材。

## 出演者

### MC
2025年5月29日の時点で、テレビ放送向けに8名、ラジオ放送向けに6名 のMCが在籍している。ちなみに、社内ではテレビMCの希望者に、「完コピ」と呼ばれる試験を必ず実施。高田明をはじめ、先輩のMCが過去の放送で好評を得た商品のセールストークを間の取り方から身振り手振りまで完全に再現させる試験で、この試験に合格しない限りテレビMCを担当できない。また、テレビ・ラジオとも、評判や反応の良かったセールストークを放送が終わるたびにMC同士で共有。ラジオMCには、自身のリサーチから「売れる見込みが高い」と判断した商品の仕入れを、希望の個数分だけバイヤーへ依頼する権限も与えられている。
| 名前                           | 出身地         | 性別 | 初登場日時 | テレビMC以外のジャパネット関係の仕事           | 所属スタジオ |
| ------------------------------ | -------------- | ---- | ---------- | ---------------------------------------------- | ------------ |
| 塚本慎太郎(つかもとしんたろう) | 長崎県東彼杵郡 | 男性 | 2000年12月 | バイヤー                                       | 佐世保       |
| 中島一成(なかしまかずなり)     | 長崎県佐世保市 | 男性 | 2003年8月  | 制作ディレクター、映像技術                     | 佐世保       |
| 福田琴絵(ふくだことえ)         | 佐賀県嬉野市   | 女性 | 2013年12月 | ラジオMC、V・ファーレンスタッフ                | 佐世保       |
| 佐藤裕夏(さとうゆか)           | 東京都大田区   | 女性 | 2021年4月  | ラジオMC                                       | 佐世保       |
| 丸尾詩織(まるおしおり)         | 大分県         | 女性 | 2012年9月  |                                                | 福岡         |
| 山本葉月(やまもとはづき)       | 福岡県         | 女性 | 2024年8月  | バイヤー(食品)                                 | 佐世保       |
| 井上花音(いのうえかのん)       | 愛媛県         | 女性 | 2024年12月 | テロップオペレーター、テレビ制作ディレクター   | 佐世保       |
| 中村春斗(なかむらはると)       | 長野県松本市   | 男性 | 2025年1月  | ラジオMC、ディレクター、全社商材戦略、バイヤー | 佐世保       |

| 名前                       | 出身地           | 性別 | 初登場日時 | ラジオMC以外のジャパネット関係の仕事 | 所属スタジオ |
| -------------------------- | ---------------- | ---- | ---------- | ------------------------------------ | ------------ |
| 吉川裕朋(よしかわひろとも) | 埼玉県熊谷市     | 男性 | 2019年4月  | テレビMC、バイヤー                   | 佐世保       |
| 関果鈴(せきかりん)         | 神奈川県川崎市   | 女性 | 2022年1月  |                                      | 佐世保       |
| 斎藤麻梨子(さいとうまりこ) | 埼玉県さいたま市 | 女性 | 2022年1月  |                                      | 佐世保       |
| 戸室穂美(とむろほなみ)     | 東京都           | 女性 | 2022年10月 |                                      | 佐世保       |
| 長濵朋輝(ながはまともき)   | 兵庫県川西市     | 男性 | 2023年1月  |                                      | 佐世保       |
| 川部萌々香(かわべももか)   | 茨城県           | 女性 | 2024年8月  |                                      | 佐世保       |

| 名前                               | 出身地         | 性別 | ジャパネット関係の仕事歴                                                   | 現在の仕事                                         |
| ---------------------------------- | -------------- | ---- | -------------------------------------------------------------------------- | -------------------------------------------------- |
| 高田明(たかたあきら)               |                | 男性 | 創業者                                                                     | 稀にテレビ、ラジオショッピングに出演する           |
| 浦明美                             |                | 女性 | ラジオMC                                                                   | V・ファーレン専門執行役員                          |
| 西村怜美                           |                | 女性 | テレビMC                                                                   |                                                    |
| 川渕綾乃(かわふちあやの)           |                | 女性 | ラジオMC                                                                   |                                                    |
| 杉町孝太郎(すぎまちこうたろう)     |                | 男性 | ラジオMC                                                                   |                                                    |
| 小野村一幸(おのむらかずゆき)       | 山口県         | 男性 | ラジオMC                                                                   |                                                    |
| 内山朝就                           |                | 男性 | ラジオMC                                                                   |                                                    |
| 山口絵莉                           |                | 女性 | ラジオMC                                                                   |                                                    |
| 平田奈緒美(ひらたなおみ)           | 長崎県         | 女性 | テレビMC                                                                   |                                                    |
| 辻速太(つじはやた)                 |                | 男性 | ラジオMC                                                                   |                                                    |
| 浦川康介(うらかわこうすけ)         |                | 男性 | テレビMC、ラジオMC                                                         |                                                    |
| 大西希久永                         |                | 女性 | テレビMC                                                                   |                                                    |
| 西村(赤瀬)翔子(にしむらしょうこ)   |                | 女性 | テレビMC                                                                   |                                                    |
| 氏田いずみ                         |                | 女性 | テレビMC                                                                   |                                                    |
| 山本薫(やまもとかおる)             |                | 男性 | テレビMC                                                                   |                                                    |
| 岩原靖美(いわはらやすみ)           |                | 女性 | テレビMC                                                                   |                                                    |
| 奥田可能子(おくだかのこ)           |                | 女性 | テレビMC                                                                   |                                                    |
| 西林美樹(にしばやしみき)           |                | 女性 | テレビMC                                                                   |                                                    |
| 大底春菜(おおそこはるな)           |                | 女性 | テレビMC                                                                   |                                                    |
| 佐藤可奈子(さとうかなこ)           | 東京都         | 女性 | ラジオMC、テレビMC                                                         |                                                    |
| 葛城慎哉                           |                |      |                                                                            |                                                    |
| 佐藤崇充(さとうたかみつ)           | 大分県竹田市   | 男性 | テレビMC                                                                   | ジャパネットブロードキャスティングの社長執行役員。 |
| 坂本亮平(さかもとりょうへい)       | 京都府         | 男性 | テレビMC、ラジオMC                                                         |                                                    |
| 坂本麻衣(さかもとまい)             | 長崎県         | 女性 |                                                                            |                                                    |
| 堀田ゆかり(ほったゆかり)           | 大阪府         | 女性 | ラジオMC、テレビMC                                                         |                                                    |
| 西川由梨乃(にしかわゆりの)         | 広島県         | 女性 | テレビMC                                                                   | ライバー                                           |
| 上々迫(吉満)菜摘(かみがさこなつみ) | 鹿児島県指宿市 | 女性 | テレビMC、ジャパチャン商材戦略、ジャパレクラボ店員兼リポーター             | 長崎スタジアムシティスタッフ                       |
| 林佑美(はやしゆみ)                 | 兵庫県明石市   | 女性 | ラジオMC                                                                   |                                                    |
| 田中あかり(たなかあかり)           |                | 女性 | テレビMC                                                                   |                                                    |
| 馬場雄二(ばばゆうじ)               | 鹿児島県日置市 | 男性 | ラジオMC、テレビMC                                                         | フリーアナウンサー→東京都職員                      |
| 山﨑蓮(やまさきれん)               | 長崎県諫早市   | 男性 | 制作ディレクター、テレビMC                                                 |                                                    |
| 松本大督(まつもとだいすけ)         | 京都府京都市   | 男性 | テレビMC                                                                   |                                                    |
| 長谷川茜子(はせがあかね)           | 滋賀県東近江市 | 女性 | テレビ制作、テレビMC                                                       | テレビMCとして産休中。                             |
| 西村雅行(にしむらまさゆき)         | 山口県         | 男性 | ラジオMC                                                                   |                                                    |
| 河野友里(かわのゆり)               | 山口県下関市   | 女性 | テレビMC                                                                   |                                                    |
| 大久保美希(おおくぼみき)           | 福岡県うきは市 | 女性 | バイヤー、全社商材戦略、プロモーション企画、テレビ商材戦略、秘書、テレビMC |                                                    |
| 松尾由美子(まつおゆみこ)           | 長崎県長崎市   | 女性 | バイヤー、社長秘書、制作、テレビMC、ラジオMC                               |                                                    |

| 名前           | 出演した日時 | 出演番組         |
| -------------- | ------------ | ---------------- |
| 青空球児・好児 |              | 第一回テレビ放送 |
| 太川陽介       |              |                  |
| 相原勇         |              |                  |
| ダチョウ倶楽部 |              |                  |
| モト冬樹       |              |                  |
| 岡部玲子       |              |                  |
| 定岡正二       |              |                  |
| 桑野信義       |              |                  |
| 森川由加里     |              |                  |
| トミーズ雅     |              |                  |
| セイン・カミュ |              |                  |
| 大東めぐみ     |              |                  |
| 宮前真樹       |              |                  |
| 宇梶剛士       |              |                  |
| 吉野紗香       |              |                  |
| ぜんじろう     |              |                  |
| 中野浩一       |              |                  |
| 中田久美       |              |                  |
| 大仁田厚       |              |                  |
| 渡辺徹         |              |                  |
|                |              |                  |

- 南原清隆（ウッチャンナンチャン）
- 小倉優子
- クリス松村
- 堤下敦（インパルス）

- ななめ45°（ジャパネットチャンネルDXスタート特番24時間生放送第2弾）
- アメリカザリガニ（ジャパネットチャンネルDXスタート特番24時間生放送第2弾）
- 浅草キッド（ジャパネットチャンネルDXスタート特番24時間生放送第3弾「東京スタジオ開設記念」）
- 小島よしお（ジャパネットチャンネルDXスタート特番24時間生放送第3弾「東京スタジオ開設記念」、webスタ！200回記念4時間生放送スペシャル・「インターネット同時企画」ジャパネットチャンネルDX3時間生放送スペシャル）
- ザ・たっち（ジャパネットチャンネルDXスタート特番24時間生放送第4弾）
- 名波浩（ジャパネットチャンネルDXスタート特番「社長決裁!」8時間生放送）
- 森島寛晃（ジャパネットチャンネルDXスタート特番「社長決裁!」8時間生放送）
- 安田大サーカス（「怒涛の6時間生放送」2010年ジャパネットたかた総決算スペシャル）
- 大林素子（ジャパネットチャンネルDX 2011年新春初売り! 2時間生放送スペシャル!!）
- 岩本勉（ジャパネットチャンネルDX 2011年新春初売り! 2時間生放送スペシャル!!）
- 山口素弘（ジャパネットチャンネルDX 2011年新春初売り! 2時間生放送スペシャル!!）
- Dr.コパ（webスタ！200回記念4時間生放送スペシャル・「インターネット同時企画」ジャパネットチャンネルDX3時間生放送スペシャル）
- 狩野英孝（webスタ！今夜は"ナイス買い"スペシャル！・ジャパネットチャンネルDX「イケメン登場！」3時間生放送スペシャル）
- ダンディ坂野（webスタ！人気商品"ゲッツ！"祭り！・ジャパネットチャンネルDX「ダンディ坂野のゲッツ！」3時間生放送スペシャル）
- ゆってぃ（webスタ！キョーレツゥ！大特価！3時間生放送スペシャル・ジャパネットチャンネルDX「キョーレツゥ！」3時間生放送スペシャル）
- テル（ジャパネットチャンネルDX「3連休だよ！！特価商品連発！」6時間生放送スペシャル）
- コウメ太夫（webスタ！たいむせえる生放送買い換え応援！下取り祭り！・ジャパネットチャンネルDXコウメ太夫の3時間生放送スペシャル）
- 小林アナ（webスタ！時間限定！数量限定！一期一会の特価祭り！・ジャパネットチャンネルDXひな祭りだよ！3時間生放送スペシャル）
- 髭男爵（webスタ！感謝の気持ちを込めて！大創業祭突入スペシャル・ジャパネットチャンネルDX髭男爵が登場！3時間生放送スペシャル）
- 松岡修造（2011年11月3日放送の「FNN系列15局同時生放送」に飛び入り出演。[注 28]）
- 田中雅美（健康応援！ミズノ特集）
- 古舘伊知郎（「フルタチさん」の企画でBSフジ「ジャパネットたかた BS土曜特選市」にMCとして生出演。後日番組内で放送された。
- さだまさし（2019年度からテレビショッピングを伴わないCMにも出演）
- 木梨憲武（ソロミュージシャンとして初めて発表したスタジオ・アルバム「木梨ファンク ザ・ベスト」を自ら販売すべく2019年12月12日午前中の「生放送テレビショッピング」に飛び入り出演[49]）

## 実店舗等

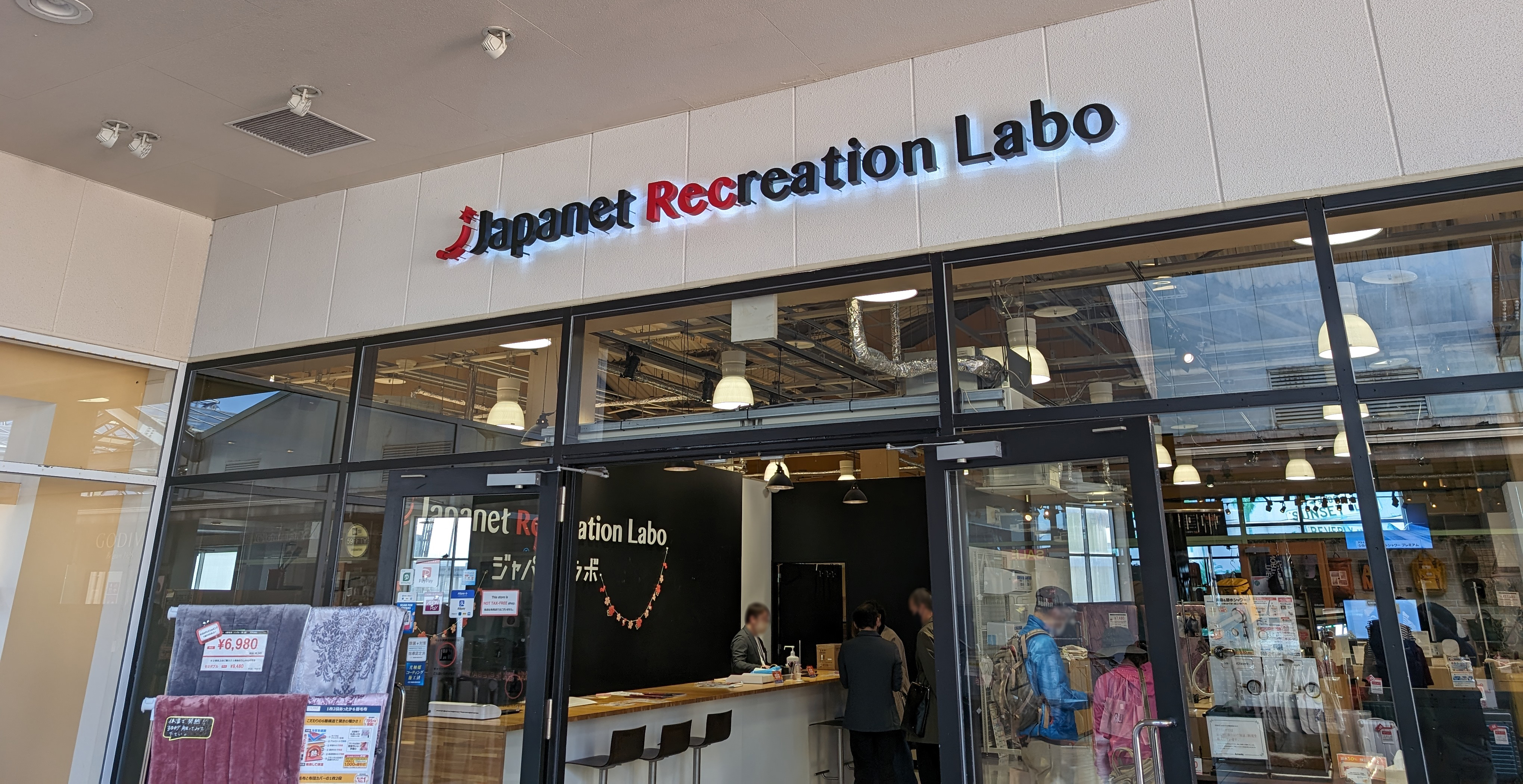
ジャパネット レクリエーション ラボ（マリノアシティ福岡）

- 長崎県平戸市のカメラのたかたは、高田明の「実家」であり、実兄が経営している[3]。ジャパネットたかたの「特約店」であり、通信販売商品の一部を展示・販売している[50]。
- 長崎県佐世保市内外に3店舗を展開するハートプラザは、髙田明の実弟が経営している[3]。ジャパネットたかたの「特約店」であり、ジャパネットたかたが扱う通信販売商品の一部を展示・販売するコーナーが設けられている[51]。ジャパネットたかたの番組収録のため、高田明が店頭に立ったこともあった[52]。
- 2016年（平成28年）9月24日[53]、ジャパネットホールディングスは[54] 体験型店舗ジャパネット レクリエーション ラボを[55]、福岡市内のアウトレット施設「マリノアシティ福岡」に開設した[56]。店頭での生の声を収集して通信販売にも生かすとしている[57]。直営の実店舗は同店が唯一である[58]。
- エフ・ジェイホテルズは、ザ・レジデンシャルスイート・福岡に、ジャパネットたかたと共同で「ジャパネットたかた推奨最新家電を体験できる 夢のジャパネットたかたコラボルーム」を期間限定で設け、2020年（令和2年）2月21日より専用の宿泊プランの販売を開始すると発表した[59]。客室に設置の家電は、至近のジャパネットたかたの実店舗ジャパネット レクリエーション ラボで購入できる[60]。ジャパネットたかたは、長崎スタジアムシティでも展開できるホテル運用の販売スキームを確立させたいとしている[61]。

## 試行
- 電気自動車の販売 - 三菱自動車工業と提携し、2011年（平成23年）12月からテレビショッピング番組で電気自動車i-MiEVおよびミニキャブMiEVの紹介販売を行った[62]。2012年（平成24年）3月の時点で70台が販売され[63]、三菱自動車は、家電量販大手のヤマダ電機、ビックカメラでもi-MiEVを販売しているが、ジャパネットたかたの実績は群を抜いているとしている[64]。
- コンサート・チケットの販売 - 西本智実指揮「ロメオとジュリエット」のバレエを2013年（平成25年）に主催し、その鑑賞券をテレビショッピングで販売した[65]。鑑賞券には小冊子とDVDが付属し、予習をしてきてもらうことになっていた[66]。

## テレビCM
テレビショッピングの形式ではないCMには、2009年から2025年までTOKIOの国分太一（2016年は30周年記念CMでTOKIO全員）が出演していた。2017・2018年度に放送された「今に いいこと、もっと、ずっと」編には、国分に加えて川口春奈も起用していた。2019年度からのCMには、国分に加えてさだまさし、吉瀬美智子、吉田麻也、高橋みなみが出演。2022年度からは、福山雅治を「ジャパネットウォーター」のCMに起用している。2024年・2025年の「春の下取り祭」では青いトリのキャラクター「とっくん」「らっくん」が登場、それぞれの声を野沢雅子、田中真弓が演じている。
出演者は九州地方出身者 が起用される例が多い。
以下では、テレビショッピングを実施せず、スポンサーとして30秒CMを放送する番組のみを記載する（特記しない限り基幹局制作の全国ネット番組）。

### 現在
- TBS系列
  - 「THE TIME,」（2021年10月から）※隔日提供
- フジテレビ系列
  - 「ぽかぽか」（前番組「ポップUP！」からの継承）
  - 「奇跡体験!アンビリバボー」（2022年10月から）[注 30]
  - 「土曜はナニする!?」（関西テレビ制作、2022年10月から後半の提供枠をオリックス生命とBJCから継承）
- テレビ朝日系列
  - 「サンデーLIVE!!」（朝日放送テレビ・メ〜テレとの共同制作番組、第3部に提供）
- テレビ東京
  - 以下はいずれも、2021年4月にテレビショッピング枠の1枠（もう1枠はフジテレビ系列に移動）から分割して提供枠を移動した番組。
    - 「YOUは何しに日本へ?」（2021年4月から）
    - 「ナゼそこ?」（2021年4月から）
    - 「日曜ビッグバラエティ」（2021年4月から）
- BS日テレ
  - 「友近・礼二の妄想トレイン」
  - 「バカリズムの大人のたしなみズム」
- BSフジ
  - 「BSフジLIVE プライムニュース」

### 過去
- 日本テレビ系列
  - 「NNNきょうの出来事」→「NEWS ZERO」
  - 「AKBINGO!」
  - 「ズームイン!!サタデー」
  - 「ザ!鉄腕!DASH!!」[注 31]（2010年10月から2011年3月まで）
  - 「秘密のケンミンSHOW」（読売テレビ制作）
  - 「ウェークアップ!ぷらす」→「ウェークアップ」（読売テレビ制作）（同上、『ウェークアップ』のシリーズ番組）
- TBS系列
  - 「16時再放送時代劇シリーズ」（月曜日に提供）
  - 「ぴったんこカン・カン」（2011年10月から2021年9月のレギュラー放送終了まで）
  - 「あさチャン!」（2020年10月から2021年9月の番組終了まで）
  - 「所さんお届けモノです!」（毎日放送制作）
  - 「ラヴィット!」※金曜日提供
  - 「アッコにおまかせ!」（2022年4月から2023年3月まで、P&Gからの継承）[注 32]
  - 「炎の体育会TV」(2022年10月から2023年3月まで、長年続いた日産自動車からの継承)[注 33]
- フジテレビ系列
  - 「FNNスーパーニュース」→「みんなのニュース」（18時台全国枠に隔日提供。2015年秋の改編で降板。「スーパーニュース」時代にも降板していた時期あり）
  - 「BASEBALL SPECIAL〜野球道〜」（2009年4月から）
  - 「すぽると!」（平日は2010年10月から2011年3月まで隔日提供。土曜日は2010年10月から2011年3月まで隔週提供、2011年4月以降は毎週提供）
  - 「土曜8時30分枠の情報番組」（関西テレビ制作）※2007年後半から2012年3月まで
  - 「新しいカギ」2021年4月から2021年9月まで（枠変更の伴い撤退）。
  - 「痛快TV スカッとジャパン」2014年10月から2022年3月のレギュラー放送終了まで[注 34]
  - 「芸能人が本気で考えた!ドッキリGP」2021年10月から2022年9月まで[注 35]
  - 「月9ドラマ」（2021年10月から2023年3月まで、マツダからの継承）[注 36]
  - 「昼ドラ」→「土ドラ」（東海テレビ制作、「昼ドラ」から「土ドラ」への変更を機に30秒枠へ縮小）
  - 「火10ドラマ」→「火9ドラマ」→ 「月10ドラマ」（いずれも関西テレビ制作）
  - 「火曜は全力!華大さんと千鳥くん」 (2022年1月から3月まで、第一三共ヘルスケアからの継承)[注 37]
  - 「爆買い☆スター恩返し」(2021年10月から2023年9月まで開始から終了まで提供。）
- テレビ朝日系列
  - 「報道ステーション」（金曜日。2008年3月28日放送分までは関東地方のみのローカルスポンサーであったが、2008年4月4日放送分から全国ネットに昇格）
  - 「にっぽん菜発見 そうだ、自然に帰ろう」（2006年10月から2008年9月まで）
  - 「大改造!!劇的ビフォーアフター」（朝日放送制作）※レギュラー放送期間中の2011年5月から2012年3月まで
- テレビ東京
  - 「たけしのニッポンのミカタ!」[注 38]（2010年4月から2021年3月の番組終了まで）
- BS日テレ
  - 「ゴルフサバイバル」

## 一社提供番組

### テレビ番組
- 国分太一のおさんぽジャパン - フジテレビ系列で2013年（平成25年）4月1日から[72] 2020年（令和2年）3月31日まで[73] の平日午前に放送されたオールロケの紀行番組[72]。ロケ先の府県に当社からバイヤーやMCを派遣した[74][75] うえで、現地の特産品を放送のタイミングに合わせて「全国特産品サイト」で販売していた[74]。
- よじごじDays - テレビ東京で2017年（平成29年）4月2日から平日の夕方に関東ローカルで放送している生活情報番組[76]。放送企画の段階からジャパネットメディアクリエーションが参画した[77]。内包番組である「よじごじジャパネット」で、その日ごとの番組内容に沿った商品を紹介する[77]。
- 2時45分からはスローでイージーなルーティーンで - 関西テレビで2021年（令和3年）3月29日から平日の午後に関西ローカルで放送している生活情報番組。「ジャパネットからのお知らせ」と称して、事前に収録したテレビショッピング向けの商品紹介映像を同年9月まで3分間放送していた。一時は番組前半のスポンサーにも付いていたが、後に降板していて、2021年10月以降は「ジャパネットからのお知らせ」も放送されていない。
- せやねん! - 毎日放送[注 39] で2001年 （平成13年）4月14日から毎週土曜日に関西ローカルで4時間近くにわたって放送している生活情報番組。「どこいこ?」（11:35前後のグルメ情報コーナー）に続いてテレビショッピング(CM中)に放送している。

### ラジオ番組
- 「今を生きる楽しさ」を！ - TBSラジオで2019年（令和元年）10月9日から日曜午前に放送されている片桐千晶がパーソナリティーの番組[78][79]。ジャパネットたかたのラジオMCも出演し商品の紹介を行う[80][81]。

2021年（令和3年）4月改編からは、ジャパネットたかた提供のインフォマーシャル（ラジオショッピングではなくキャンペーンの告知）を組み込んだ天気予報が、文化放送やMBSラジオの生ワイド番組内で放送されている。

## 自社制作番組

### テレビ番組
- おさんぽジャパネット - BSフジなどで放送したジャパネットたかたの通販番組の内包番組として、2015年（平成27年）から不定期に、2020年（令和2年）7月現在で16編が放送されている[82]。番組内で高田明が紹介した地方特産品を通販で売る試行がなされている[83]。2017年（平成29年）4月放送の第11編より「髙田明のいいモノさんぽ」に改題[84]。制作はジャパネットメディアクリエーション[84]。
- ALL! V・ファーレン〜長崎総V・ファーレン化実行委員会 - ジャパネットメディアクリエーションが制作したV・ファーレン長崎関連の特別番組[85]。全4回を2017年（平成29年）9月30日から同年10月28日までの間に長崎県域民放四局がそれぞれ1回ずつ放送した[86]。詳細は「ALL! V・ファーレン」を参照。
- NAGASAKI, the ONE! - ジャパネットメディアクリエーションが制作したV・ファーレン長崎関連の特別番組[87]。全4回を2019年（平成31年）2月22日と同年2月23日の両日に長崎県域民放四局がそれぞれ1回ずつ放送した[87]。

2019年（令和元年）11月29日にジャパネットメディアクリエーションがBS放送に係る衛星基幹放送業務認定を受けた ことから、「開局に向けた自社制作番組の制作」を始めた。その後、番組制作業務は、ジャパネットコミュニケーションデザイン、ジャパネットブロードキャスティングに引き継がれた。

## キャラクター
オープニング映像やフリーダイヤルの表示される画面（商品申し込み・お問い合わせ番号画面）に登場する。それぞれがある色を基調としており、括弧内に表記した。
2006年にリニューアルされ、デザインの見直しや一部のキャラクターの入れ替えが行われた。
- Mr.j2号（青）
- デスクトップくん2号（青）
- ビデオカメラくん2号（水色）
- プリンタくん（紫）
- テレビくん2号（青）
- カラオケくん（紫）
- 電話くん2号（オレンジ）
- ケータイくん2号（オレンジ）
- 炊飯器くん（白）
- シェーバーくん（水色）
- 洗濯機くん（水色）
- 掃除機くん（水色）

リニューアル前
- Mr.j（青）
- デスクトップくん（水色）
- ノートくん（水色）
- ビデオカメラくん（青）
- カメラくん（青）
- コンポくん（青）
- テレビくん（白）
- 電話くん（ピンク）
- ケータイくん（青）
- ゴルフくん（緑）

また、ジャパネットチャンネルDXでは Mr.jの妹として「ユメット」という女の子のキャラクターが登場する。2010年に番組や公式サイト内で発表とともに名前が公募され、同年11月7日の生放送で70代女性のものが採用された。名前の由来は「夢のジャパネット」から。現在はテレビ東京「快適!ショッピングスタジオ」の電話番号紹介部分の映像にも登場している（名前は登場しない）。
2016年まで
- Mr.j（青）
- ユメット（ピンク）
- 電話くん2号（オレンジ）
- ケータイちゃん2号（赤）
- デスクトップくん3号（青）
- 冷蔵庫ちゃん（白）
- ビデオカメラくん3号（水色）
- 電子レンジちゃん（赤）
- シェーバーくん2号（水色）
- 電動歯ブラシくん（水色）
- 洗濯機くん（水色）
- プリンタくん（紫）
- エアコンくん（白）
- 靴くん（茶色）
- デジタルカメラくん（青）
- ビデオカメラくん4号（赤）

リニューアル後
- Mr.j3号（青）
- ユメット2号（ピンク）
- 冷蔵庫ちゃん（白）
- エアコンくん（白）
- スマホちゃん（赤）
- デスクトップくん4号（青）
- テレビくん3号（黒）
- シェーバーくん3号（黄色）
- 布団ちゃん（白）
- マッサージチェアくん（茶色）
- 掃除機くん2号（水色）
- 靴くん（茶色）
- 腕時計くん（黄色）

その他
- 青いトリ「とっくん」「らっくん」（水色） - 2024年・2025年、春の下取り祭[70][71]

## 被災者支援活動
ジャパネットグループは、2016年の熊本地震発災後から常設の「被災地支援プロジェクト」を立ち上げ、長期的に被災地支援を継続して行くとしている。
平成7年（1995年）兵庫県南部地震（阪神・淡路大震災）1995年（平成7年）1月17日の兵庫県南部地震（阪神・淡路大震災）発災に際して、約700台のラジオ受信機や乾電池を神戸市に贈った。
平成23年（2011年）東北地方太平洋沖地震（東日本大震災）2011年（平成23年）3月11日の東北地方太平洋沖地震（東日本大震災）発災に際して、営業を10日間自粛すると決めたが、事業を通してできることを取り組もうと翻意し、5日後の3月16日に再開させ、同日の売り上げのすべてを義援金とすることとした。用意されたテレビ1500台と防災用品であるランタン1000個 は、番組途中で売り切れ、売り上げの総額は7068万円となった。これに社としての5億円を加え、充電済みの充電式電池セット1万台とともに被災地へ贈られた。
平成28年（2016年）熊本地震ジャパネットたかたは2016年（平成28年）4月21日、同年4月14日に発災した熊本地震の被災地支援を呼びかけるため、高田明元社長を約3カ月ぶりに同社の通販番組に1日限りで再登場させ、番組で紹介した防災関連商品の売り上げ1億7858万円を被災地に全額寄付した。引き続き同年末まで、売り上げの一部が寄付される防災用品の販売 や社内での募金、チャリティーバザーなどを行った。
平成29年7月九州北部豪雨九州北部豪雨の被災地へ今必要な物品の聞き取りを行い、その希望に沿ってテレビや掃除機を届けた。
大阪府北部地震・平成30年7月豪雨2018年（平成30年）7月13日に「防災用品売上 全額寄付企画」を実施、対象の防災用品の売上全額1億円余を大阪府北部地震・平成30年7月豪雨の被災者に中央共同募金会を通じて寄付した。
平成30年北海道胆振東部地震北海道胆振東部地震発生を受け、「ジャパネットクルーズ」の船内にてチャリティーオークションを行い、集まった売上金額の全額を被災地支援として寄付した。
令和元年房総半島台風フリーズドライ非常食・レスキューフーズとナチュラルミネラルウォーターを令和元年房総半島台風の被災地へ届けた。
新型コロナウイルス感染症拡大ジャパネットたかたはコロナ禍を受けて、自社の通販インフラを活用し、販路を失った各地の特産品生産者を支援するため、府県ごとに特産品を販売する番組を放送する「生産者応援プロジェクト」を始めた。当該府県の知事が自ら番組に出演した回もあった。また、歌手の西川貴教（T.M.Revolution）から困窮する出身地滋賀県の畜産業者への支援を依頼され、「ほしいね」のクリック数で売価が下がる競り下げ方式の「お客様参加型ショッピング」に近江牛を出品して応えた。
令和2年7月豪雨令和2年7月豪雨の被災自治体に対し高圧洗浄機などの支援物資を提供した。

## 不祥事など
王シュレット事件

フジテレビ系列で放送されたテレビ番組『水10！』の内包番組である『ワンナイR&R』では、2002年（平成14年）11月から 不定期でジャパネットたかたのテレビショッピングを模した「ジャパネットはかた」というコントを放送していた。2003年（平成15年）8月13日の放送で、福岡ダイエーホークス球団の王貞治監督（当時）の顔の模型を温水洗浄便器に入れ「王シュレット」と称し紹介した。ジャパネットたかたはこれに抗議し、同系列の他番組の提供降板に至った。
個人情報漏洩
2004年（平成16年）3月9日に、利用者の顧客リストが社外へと流出していたことが発覚し、その数は最終的に約51万人分であったことが明らかになった。持ち出したのはジャパネットたかたの元社員で、別の元社員と共謀して犯行に及んでいた。ほかにも、長年にわたってパソコンやビデオカメラなど、約4200万円相当の商品が盗み出されていた。
この事件により、一連の広告活動や商品の販売を、発覚当日から 同年4月24日まで48日間自粛し（CS放送『ジャパネットスタジオ242』でも同期間はレギュラー番組を全て休止し、終日佐世保市の風景などを映した環境映像を流していた）、154億円の減収になったと報じられている。このとき、高田明社長（当時）は会社を清算することも真剣に考えていたという。
同社は各所で謝罪し、事件が発覚した3月9日から12日までは毎日、その後は事業再開まで1週間毎に繰り返した。
ガラス式テレビ台破損事故
ジャパネットたかたが2005年末（平成17年末）から2009年初（平成21年初）にかけて販売したテレビ台の天板の強化ガラスが突然割れる事故が多発し、同社から製品評価技術基盤機構に報告していたことが2011年（平成23年）2月に報じられた。ジャパネットたかたは、購入者への連絡より報道が先行したことを謝罪し、木製の代替品への無償交換を実施した。
景品表示法違反
消費者庁はジャパネットたかたに、カタログなどで値引き前の価格を不当に高く表示し、実際の販売価格がより安価に感じるように宣伝したのは景品表示法違反（有利誤認）に当たるとして、2018年（平成30年）10月18日付で再発防止を求める措置命令、2020年（令和2年）12月23日付で課徴金5180万円の納付命令をそれぞれ出した。同庁からの指摘を受け、同社は「（景表法の）ガイドラインを守って運用していると思っていた」と説明したという。親会社のジャパネットホールディングスは措置命令を受け、「真摯に受け止め、再発防止に努める」とのコメントを出した。

## 関連書籍
- 金子哲雄『ジャパネットたかた思わず買いたくなる"しゃべり"の秘密 : 営業マン必見!TVショッピングから使える仕事のワザを盗め』ぱる出版、東京、2007年9月。ISBN 9784827203523。全国書誌番号:21295916。
- 『テレビではわからないジャパネットたかたのすべて : ジャパネットたかたを200パーセント楽しむ本』モーターマガジン社、東京〈Motor Magazine Mook〉、2008年4月。ISBN 9784862790606。全国書誌番号:21474849。
- 荻島央江『ジャパネットからなぜ買いたくなるのか? : 一番売れた生放送の秘密』日経BP、東京、2010年10月25日。ISBN 9784822248260。全国書誌番号:21841099。
- 荻島央江『社長、辞めます! : ジャパネットたかた激闘365日の舞台裏』日経BP、東京、2014年5月19日。ISBN 9784822263942。全国書誌番号:22418262。
- 髙田明『伝えることから始めよう』東洋経済新報社、東京、2017年1月13日。ISBN 9784492045909。全国書誌番号:22843653。
- 髙田明『90秒にかけた男』 361巻、木ノ内敏久、日本経済新聞出版社、東京〈日経プレミアシリーズ〉、2017年11月13日。ISBN 9784532263614。全国書誌番号:22982338。
- 『まかせる力』 424巻、SBクリエイティブ、東京〈SB新書〉、2018年2月6日。ISBN 9784797393729。全国書誌番号:23014118。
- 髙田明『髙田明と読む世阿弥 : 昨日の自分を超えていく』増田正造、日経BP、東京、2018年3月27日。ISBN 9784822258979。全国書誌番号:23044181。
- 名和田竜『ジャパネットたかた すごい戦略』あさ出版、東京、2018年12月9日。ISBN 9784866671109。全国書誌番号:23155599。
- 髙田旭人『ジャパネットの経営 : 東大卒2代目の僕がカリスマ社長の後を継ぎ大事にしてきたこと』日経BP、東京、2020年4月20日。ISBN 9784296104918。全国書誌番号:23376278。